# Шикшинское сельское поселение
Шикшинское се́льское поселе́ние — муниципальное образование в Сабинском районе Татарстана Российской Федерации.
Административный центр — село Шикши.

## История
Статус и границы сельского поселения установлены Законом Республики Татарстан от 31 января 2005 года № 39-ЗРТ «Об установлении границ территорий и статусе муниципального образования "Сабинский муниципальный район" и муниципальных образований в его составе».

## Население
| 2010 | 2011 | 2012 | 2013 | 2014 | 2015 | 2016 |
| ---- | ---- | ---- | ---- | ---- | ---- | ---- |
| 867  | ↘865 | ↘852 | ↗856 | ↘846 | ↘834 | ↘825 |
| 2017 | 2018 |      |      |      |      |      |
| ↗833 | ↗841 |      |      |      |      |      |

## Состав сельского поселения
| № | Населённый пункт | Тип населённого пункта       | Население |
| - | ---------------- | ---------------------------- | --------- |
| 1 | Алан-Елга        | село                         |           |
| 2 | Серда            | деревня                      |           |
| 3 | Шикши            | село, административный центр |           |